# لورينزا إيزو
لورينزا فرانشيسكا ايزو بارسونز (من مواليد 19 سبتمبر 1989). هي ممثلة وعارضة تشيلية. عرفت بدورها ككايلي في فيلم الرعب أفترشوك, وجستين في فيلم رعب أخر الجحيم الأخضر وجينسيس في فيلم الرعب والإثارة نوك نوك الذي هو من إخراج زوجها المخرج إيلي روث.

## حياتها الشخصية
ايزو ولدت في سانتياغو، تشيلي. لديها أخت، تدعى كلارا، أمها هي العارضة روزيتا بارسونز. وهي أيضا ابنة أخت العارضة والممثلة كارولينا بارسونز. في عام 2014 ، تزوجت من الممثل والمخرج إيلي روث. جرى حفل الزفاف الخاص بهم على شاطئ زابالار في شيلي في منطقة فالبارايسو.

## الأعمال

### الأفلام
| السنة | العنوان                          | الدور         | ملاحظات |
| ----- | -------------------------------- | ------------- | ------- |
| 2011  | Qué pena tu boda                 | لوسيا ادواردز |         |
| 2012  | Qué pena tu familia              | لوسيا ادواردز |         |
| 2012  | Aftershock                       | كايلي         |         |
| 2013  | الجحيم الأخضر (فيلم)             | جستين         |         |
| 2014  | The Stranger                     | آنا           |         |
| 2014  | Sex Ed                           | بيلار         |         |
| 2015  | نوك نوك (فيلم 2015)              | جينسيس        |         |
| 2015  | I'm Not Crazy                    |               |         |
| 2016  | Holidays                         | جين           |         |
| 2018  | البيت مع الساعة على جدرانه(فيلم) | والدة لويس    |         |

### المسلسلات
| السنة | العنوان             | الدور                   | ملاحظات             |
| ----- | ------------------- | ----------------------- | ------------------- |
| 2013  | هيملوك غروف (مسلسل) | بروك بلوبيل             | ضيفة في حلقتين      |
| 2013  | I Am Victor         | لينا إنجلز              | فيلم تليفيزوني      |
| 2016  | Feed the Beast      | بيلار هيريرا            | دور أساسي؛ 10 حلقات |
| 2017  | Dimension 404       | فال هيرنانديز / سبيد رن | حلقة: "Impulse"     |

## الجوائز والترشيحات
| السنة | الجائزة             | الفئة      | العمل                |     |
| 2011  | Copihue de Oro      | TV model   | بنفسها               | رُشِّح |
| 2014  | BloodGuts UK Horror | أفضل ممثلة | الجحيم الأخضر (فيلم) | رُشِّح |

## وصلات خارجية
- لورينزا إيزو على موقع IMDb (الإنجليزية)
- لورينزا إيزو على موقع روتن توميتوز (الإنجليزية)
- لورينزا إيزو على موقع ألو سيني (الفرنسية)
- لورينزا إيزو على موقع أول موفي (الإنجليزية)
- لورينزا إيزو على موقع قاعدة بيانات الفيلم (الإنجليزية)
- لورينزا إيزو على موقع كينوبويسك (الروسية)